# Le Conte des deux animaux
Pour plus de détails, voir Fiche technique et Distribution.
Le Conte des deux animaux (A Tale of Two Critters) est un moyen métrage d'aventures américain de 1977 produit par Walt Disney Productions, écrit et réalisé par Jack Speirs et sorti en salles par Buena Vista Distribution le 20 juin 1977.

## Synopsis
Un aperçu de la relation qui se développe entre un jeune raton laveur et un ourson. Alors qu'ils jouent ensemble dans la splendeur du nord-ouest du Pacifique, les deux deviennent adultes à travers une odyssée animée remplie d'aventures dans la nature.

## Fiche technique
- Titre original : A Tale of Two Critters
- Titre français : Le Conte des deux animaux
- Réalisation  : Jack Speirs
- Scénario : Jack Speirs
- Producteur : Jack Speirs
- Montage : G. Gregg McLaughlin
- Musique : Buddy Baker
- Société de production : Walt Disney Productions
- Société de distribution : Buena Vista Distribution
- Pays d'origine :  États-Unis
- Langue originale : anglais
- Durée : 48 minutes
- Dates de sortie :  États-Unis : 20 juin 1977

## Distribution
- Mayf Nutter : narrateur

## Médias
A Tale of Two Critters est sorti en VHS le 15 octobre 1981 par Walt Disney Home Video .
À partir de 2014, le film est disponible en téléchargement numérique sur Amazon Video, YouTube  et iTunes Store.
À partir de 2020, le film est disponible en streaming sur le service de streaming de Disney, Disney +.
Douglas Brode associe le film à plusieurs productions de la société Disney où les animaux servent à travers différentes espèces à faire passer un message d'acceptation des autres et d'une meilleure humanité.  Pour Brode, la production phare de ce thème est l'attraction It's a Small World que plusieurs films transposent avec des animaux Nomades du Nord (1961), L'Incroyable Randonnée (1963), A Tale of Two Critters et Rox et Rouky (1981).